# Эллер, Луи
Луи Эллер (нем. Louis Eller; 9 июня 1820, Грац — 12 июля 1862, По, Франция) — австрийский скрипач и композитор.
Пел в хоре мальчиков бенедиктинского аббатства в Кремсмюнстере, затем учился музыке в Граце у Франца Эдуарда Хизеля. В 1836 году дал первый концерт в Вене. В 1842 году занял пост концертмейстера в оркестре Страсбурга, в 1844 году совершил первую продолжительную гастрольную поездку по Франции, Швейцарии и северной Италии, в 1851—1852 годах подолгу концертировал в Испании и Португалии, затем обосновался в Париже (где, в частности, в 1855 году дал совместный концерт с Йозефом Иоахимом), продолжая гастролировать по Германии, Австрии, Великобритании. Композиторское наследие Эллера включает эффектные салонные пьесы, из которых наибольшим успехом пользовались «Дьявольский вальс» (фр. Valse diabolique) Op. 10 и «Штирийские песни» (фр. Airs Styriens).